# 达麦乡
达麦乡，是中华人民共和国甘肃省甘南藏族自治州夏河县下辖的一个乡镇级行政单位。

## 行政区划
达麦乡下辖以下地区：
山塘村、达麦村、乎尔卡加村和黄茨滩村。